# Rudolph Berthold
Rudolph Berthold, também escrito Rudolf Berthold, (24 de Março de 1891 - 15 de Março de 1920) foi um piloto alemão da Primeira Guerra Mundial que atingiu a impressionante marca de 44 vitórias, sendo assim considerado um ás da aviação da grande guerra.
Entrou para a vida militar em 1910, sendo incorporado na infantaria. Por volta de 1913 aprenderia a pilotar aeronaves. Quando a guerra começou, foi transferido para os Serviços Aéreos Alemães e foi incumbido de ser um observador, porém, em 1916, começou a pilotar aeronaves de combate. Alcançou por seis vezes uma proeza que poucos conseguiam na época, que consistia em ser abatido e, sem paraquedas, sobreviver e voltar tempos depois. Berthold foi várias vezes atingido e abatido, mas sempre encontrou maneira de sobreviver e voltar ao combate. No último ano da guerra foi abatido e ficou gravemente ferido no braço direito, forçando-o a pilotar apenas com um braço até ao final da guerra.
Com o final da guerra, Berthold viu a força aérea alemã a ser desintegrada e lançou-se no báltico para combater a crescente ameaça comunista na época. Ao voltar para a Alemanha em 1920, juntando-se a um dos Freikorps, é assassinado por estrangulamento por uma multidão socialista. Mais tarde, quando o regime nacional-socialista tomou o poder na Alemanha, Berthold foi elevado a herói nacional.